# 10BASE-T

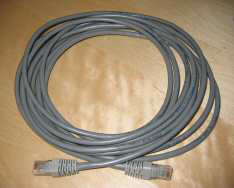
10BASE-T-kabel

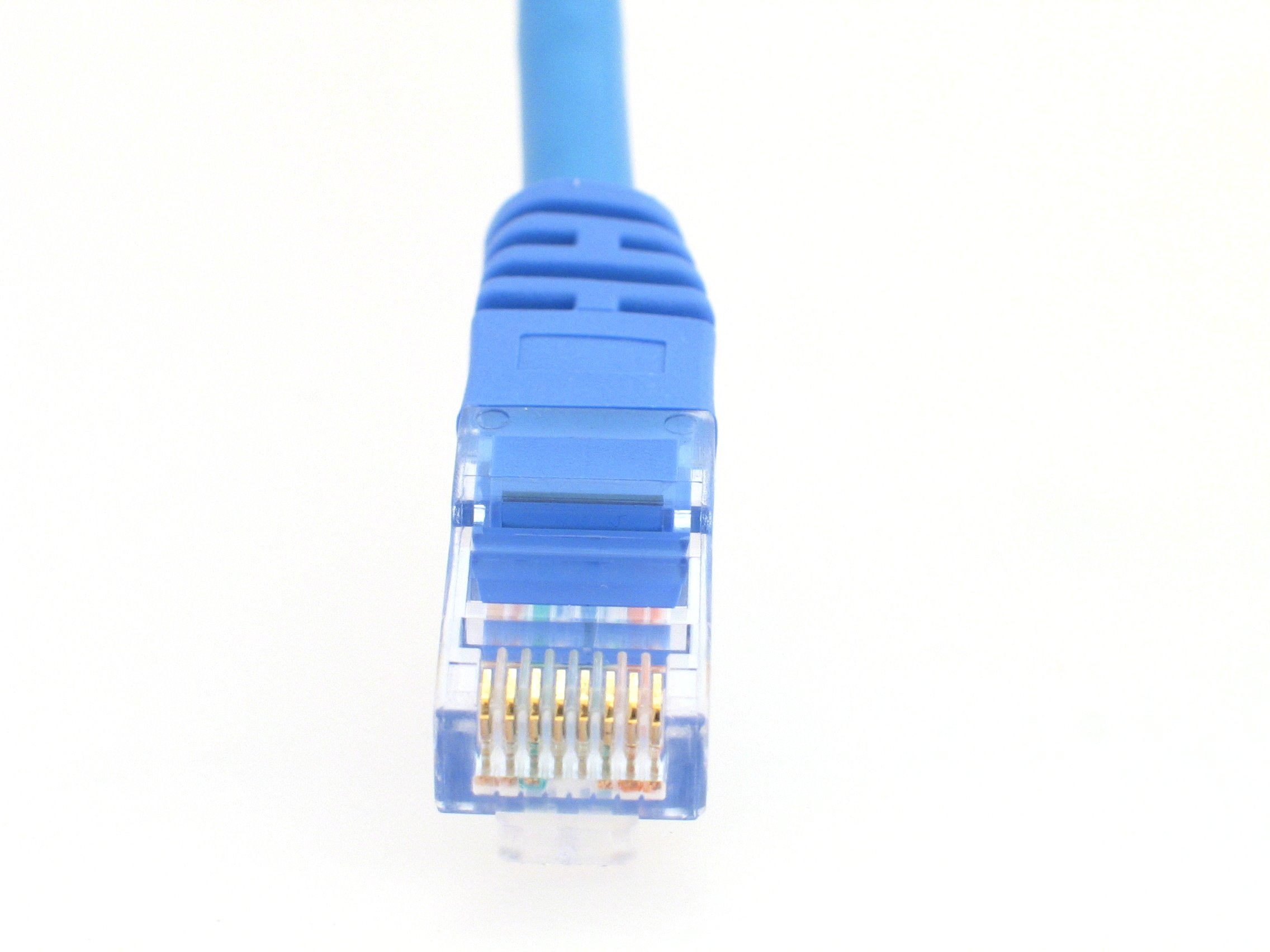
Close-up van een uiteinde van een 10BASE-T-kabel met RJ45-aansluiting

10BASE-T is een implementatie van ethernet die het mogelijk maakt om apparatuur (computers en randapparatuur) te koppelen via twisted-pairkabels. 
Voorafgaand aan de ontwikkeling van 10BASE-T was het gebruikelijk om van coaxkabels gebruik te maken.
De naam 10BASE-T is afgeleid van de transmissiesnelheid van 10 megabit per seconde. BASE staat voor basisband, één signaalstroom over één geleider. De T staat voor 'twisted pair'. Voorgangers van 10BASE-T waren 10BASE2 en 10BASE5.
Hiermee is alleen een verbinding van punt naar punt mogelijk, en er is voor een netwerk van drie of meer apparaten altijd een hub of switch nodig. De maximale lengte is ongeveer 100 meter.